# 薛訥
薛訥（649年—720年），字慎言，绛州万泉县人（今山西省运城市万荣县）人，高宗朝名將薛仁贵长子，唐朝名将。民間故事中的薛讷，稱作薛丁山，參雜了許多鬼怪玄奇的情節。

## 生平
唐太宗贞观二十三年（649年）生，薛仁贵的长子。薛讷从城门郎为起家官，后为蓝田县令，有一倪姓富商在御史台整理私人债务，贿赂中丞来俊臣。来俊臣私自拿出义仓米粮数千石给倪富商，薛讷不惧来俊臣威势，反对道：“义仓本备水旱，以为储蓄，安敢绝众人之命，以资一家之产？”坚持不给。后来俊臣犯事下狱，这件事也就罢休了。圣历元年（698年）后突厥可汗默啜入侵河北，武则天以薛讷将门虎子，提拔其为左武威卫将军、安东道经略。临行前，武则天在同明殿召见薛讷，薛讷道：“丑虏恁凌，以卢陵为辞。今虽有制升储，外议犹恐未定。若此命不易，则狂贼自然款伏。”武则天非常赞同其观点。不久拜其为幽州都督兼安东都护。转并州大都督府长史，兼检校左卫大将军。镇守边疆多年，累有功勋。
开元元年（713年），唐玄宗在新丰讲武，薛讷当时为左军节度。唐军军容不整，玄宗震怒，流放兵部尚书郭元振，杀给事中、知礼仪事唐绍。各路军马震惊失措，队形散乱，只有薛讷和朔方道大总管解琬二人所领兵马岿然不动。玄宗派遣轻骑宣召薛讷，企图进入薛讷军营。但薛讷治军严整，严禁使者随意进入军营。玄宗大加赞赏，特意慰勉，盛赞薛讷有周亚夫之风。契丹及奚与突厥连和为边患，开元二年（714年）薛讷奏请进击契丹，复置营州，玄宗赞同。夏，薛讷与左监门将军杜宾客、定州刺史崔宣道等率兵20万出檀州讨伐。杜宾客认为正值酷夏，天气炎热，将士们披甲执戈，携带粮草深入敌境，恐怕很难获胜。中书令姚元崇也赞同杜宾客的意见。然而薛讷却说：“夏月草茂，羔犊生息之际，不费粮储，亦可渐进。一举振国威灵，不可失也。”群臣商议，都认为不宜出兵。玄宗即位之初，欲威服四夷，采纳薛讷意见，令薛讷同紫微黄门三品，总督兵马征讨奚、契丹。六月，唐军在滦河遭遇契丹军，诸将统率不协调，交战不利，死者十分之八九。薛讷与数十骑突围得免，被契丹人嘲笑为“薛婆”。战后，薛讷归罪于崔宣道、李思敬等8人，唐玄宗下制将其全部在幽州处死。敕薛讷免死，削官为民，同时赦免杜宾客之罪。同年八月，吐蕃大将坌达延、乞力徐等率众十万进攻临洮军，又进攻兰州及渭州的渭源县，掠夺牧马而去。为对抗吐蕃，玄宗再度起用薛讷，以白衣摄左羽林将军，为陇右防御使，与太仆少卿王晙等率兵邀击吐蕃军队。十月，吐蕃再次进攻渭源。十月初二，玄宗下诏准备御驾亲征，并发兵10万，马四万匹，迎击吐蕃。十月初十，薛讷在武阶驿（今甘肃临洮东）大败吐蕃军，坌达延率残部向洮水（今甘肃临潭西北）逃窜，薛讷指挥唐军紧追不舍，双方激战于长城堡（在今甘肃临洮境），唐军再次大败吐蕃军，斩首一万七千余，缴获牛羊一百二十万头。吐蕃军背水一战，誓死抗争。薛讷军先锋、太子右卫率丰安军使郎将王海宾陷入重围，唐军诸将嫉其战功，迟迟不发兵增援，致使王海宾力战而死。薛讷率主力赶到，趁势猛攻，吐蕃军死伤数万，生擒吐蕃将领六指乡弥洪，尽收其所掠羊马，并且缴获无数器械，唐朝取得了十几年来对吐蕃作战的巨大胜利。玄宗听闻薛讷等大获全胜，大悦，于是停止亲征。追赠王海宾为左金吾卫大将军，赐物三百段、粟三百石，赐王海宾之子名为王忠嗣，拜朝散大夫。命紫微舍人倪若水赶赴前线，记录诸将功勋。
战后，薛讷以功，拜左羽林军大将军，复封平阳郡公。又拜其子薛暢为朝散大夫。开元三年（715年）授凉州镇军大总管，统领赤水（在今甘肃武威西南）诸军，驻守凉州（治姑臧，今甘肃武威）；又以左卫大将军郭虔瓘为朔州镇大总管，统兵驻守并州，东西配合，防备突厥可汗默啜。后突厥默啜可汗进攻西突厥葛逻禄、胡禄屋、鼠尼施部落，屡破其众。五月，玄宗敕令北庭都护汤嘉惠、左散骑常侍解琬率兵援救。九月，玄宗拜薛讷为朔方道行军大总管，太仆卿吕延祚、灵州刺史杜宾客为副总管，征讨默啜。开元四年（716年）六月，默啜被拔曳固颉质略袭杀，拔曳固、回纥、同罗、霫、仆固五部皆来归降，唐朝北部边境暂时解除危机。不久，薛讷以年老致仕，回家休养。唐玄宗开元八年（720年），薛讷去世，终年七十多岁（《新唐书 薛讷传》载：“卒，年七十二”），赠太常卿，谥号昭定。

## 子孙
据《新唐书·宰相世系表》记载，薛讷生三子：薛徽，左金吾将军。薛直，绥州刺史。薛畅，左羽林将军。
薛徽三子：薛揖，相州刺史。薛振。薛抃，歙州刺史。
薛直二子：薛坚，邢州刺史。薛幹，洺州刺史。

## 延伸阅读
[在维基数据编辑]
 《舊唐書/卷93》，出自刘昫《舊唐書》